# Ганахлеба (Гальский район)
Ганахлеба или Марчхапон (абх. Марчхапон, груз. განახლება) — село в Абхазии, в Галском районе частично признанной Республики Абхазия, согласно административному делению Грузии — в Гальском муниципалитете Абхазской Автономной Республики. Расположено в 15 км к югу от райцентра Гал. В административном отношении село представляет собой административный центр сельской администрации Ганахлеба (Марчхапон).

## Границы
На западе сельская администрация Ганахлеба (Марчхапон) граничит с с/а (селом) Гагида, на севере — с с/а (сёлами) Нижний Баргяп и Сида, на востоке и юге — с с/а (селом) Набакиа Галского района.

## Население
По данным переписи 1989 года на территории Ганахлебской сельской администрации (сельсовета) и села Ганахлеба жил 321 человек, по данным переписи 2011 года население сельской администрации Ганахлеба (Марчхапон) составило 510 человек, в основном грузины (99,2 %, в том числе 0,2 % — мегрелы).